# Galactose
Galactose é um açúcar monossacarídeo. Seu papel biológico é ser transformado directamente em glicose por um processo relativamente simples. Primeiro, é fosforilada a galactose-1-fosfato por acção da quinase da galactose (com gasto de ATP), composto que, posteriormente, reage com a UDP-Glicose, originando UDP-galactose e glicose-1-fosfato. Esta reacção é catalisada pela transferase da glicose-1-fosfato uridil. Posteriormente, a UDP-Galactose é isomerizada a UDP-Glicose pela 4-epimerase da UDP-Galactose. A UDP Glicose é transformada depois em glicose-1-fosfato.
A galactose é importante na síntese de lactose na glândula mamária em lactação, pois nesta ocorre uma condensação entre a glicose e a UDP-Galactose, originando lactose, numa reacção catalisada pela síntase da lactose. A galactose é, também, um constituinte importante dos glicolípidos, dos proteoglicanos e das glicoproteínas.
A galactose não é tão doce como a glicose.
Segundo Bobbio & Bobbio (1992), a solubilidade média da galactose a 20 ºC é 50g/100g de água.

## Função
Em humanos, é o carboidrato terminal que forma o antígeno do grupo sanguíneo B

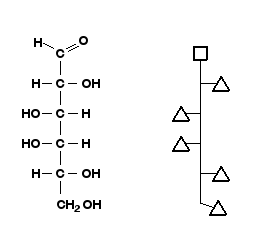
Estrutura da galactose aberta mostrada utilizando projeção de Fischer, à esquerda, e modelo poligonal, à direita.

1. ↑  Bonafe, C. F. S.; Bispo, J. A. C.; de Jesus, M. B. (2018). The Polygonal Model: A Simple Representation of Biomolecules as a Tool for Teaching Metabolism. Biochemistry and Molecular Biology Education. 46: 66-75. DOI - 10.1002/bmb.21093.